# Årets Peer Gynt
Årets Peer Gynt, även kallat Peer Gynt prisen, är ett norskt årligt pris som delas ut av företaget Peer Gynt AS under kulturfestivalen Peer Gynt-stämman. Priset är uppkallat efter huvudpersonen Peer Gynt i Henrik Ibsens dikt från 1867 och gavs för första gången ut 1971. Det är avsett för individer eller organisationer som utmärkt sig genom samhällsnyttiga insatser och som har fått erkännanden internationellt. 
2008 ansökte företaget Peer Gynt AS om ensamrätten till att använda ordet Peer Gynt och flera andra ord i Ibsens verk som härstammar ur norsk folktro. Ansökan godkändes och skapade debatt i Norge om hur användningen av ord som länge funnits i norskan regleras.

## Prismottagare
- 1971: Einar Gerhardsen, tidigare norsk statsminister
- 1972: Per Aabel, skådespelare
- 1973: Liv Ullmann, skådespelare
- 1974: Erik Bye, artist och programledare
- 1975: Erling Stordahl, jordbrukare, musiker och förkämpe för funktionshindrade
- 1976: Øivind Bergh, dirigent
- 1977: Birgit och Rolf Sunnaas
- 1978: Arve Tellefsen, violinist
- 1979: Grete Waitz, långdistanslöpare
- 1980: Anne Cath. Vestly, författare
- 1981: Cato Zahl Pedersen, funktionshindrad elitidrottare
- 1982: Jens Evensen, diplomat, jurist och politiker
- 1983: Thorbjørn Egner, författare och tecknare
- 1984: Kronprinsesse Sonja
- 1985: Bobbysocks, popduo
- 1986: Annie Skau Berntsen, sjuksköterska och missionär
- 1987: a-ha, popgrupp
- 1988: Oslo Filharmoniske orkester
- 1989: OS-kommittén med Ole Sjetne
- 1990: Thorvald Stoltenberg, politiker
- 1991: Hans-Wilhelm Steinfeld, journalist
- 1992: Bjørn Dæhlie och Vegard Ulvang, längdskidåkare
- 1993: Kjetil André Aamodt, alpinist
- 1994: Mona Juul och Terje Rød-Larsen, politiker och diplomater
- 1995: Johann Olav Koss, skridskoåkare
- 1996: Jostein Gaarder, författare
- 1997: Gro Harlem Brundtland, tidigare statsminister och FN-ledare
- 1998: Norges damlandslag i handboll med Marit Breivik
- 1999: Thor Heyerdahl, etnograf, zoolog och författare
- 2000: Miljöstiftelsen Bellona
- 2001: Knut Vollebæk, politiker, diplomat och civilekonom
- 2002: Eva Joly, jurist och korrumptionsbekämpare
- 2003: Åsne Seierstad, journalist och författare
- 2004: Arne Næss, filosof, bergsklättrare och författare
- 2005: Jan Egeland
- 2006: Kjell Inge Røkke, entreprenör och näringsutvecklare
- 2007: Leif Ove Andsnes, pianist
- 2008: Snøhetta AS, arkitektfirma
- 2009: Ole Gunnar Solskjær, fotbollsspelare
- 2010: Dissimilis
- 2011: Magnus Carlsen, schackspelare
- 2012: Marit Bjørgen, längdskidåkare, och Jens Stoltenberg, statsminister
- 2013: Jo Nesbø, författare
- 2014: Norway Cup
- 2015: May-Britt Moser och Edvard Moser, hjärnfoskare.[3]
- 2016: Deeyah Khan[4]
- 2017: Skam, TV-serie[5]
- 2018: Elisabeth Hoff
- 2019 Kjetil Jansrud och Aksel Lund Svindal
- 2020 Maja Lunde
- 2021 Birgit Skarstein